# Shunya Suganuma
Shunya Suganuma (菅沼 駿哉, Suganuma Shunya) est un footballeur japonais né le 17 mai 1990 à Toyonaka. Il évolue au poste de défenseur.

## Biographie
Shunya Suganuma joue un match en Ligue des champions d'Asie avec le club du Gamba Osaka.
Il dispute 37 matchs en première division japonaise avec l'équipe du Júbilo Iwata, marquant deux buts.